# Église Saint-Gervais-et-Saint-Protais de Cuy
L'église Saint-Gervais-et-Saint-Protais de Cuy aussi dénommée chapelle Saint-Gervais-et-Saint-Protais de Cuy est une église catholique située à Occagnes, en France.

## Localisation
L'église est située dans le département français de l'Orne, dans l'ancienne commune de Cuy, réunie en 1839 à Occagnes.

## Historique
L'édifice est datée du XIe siècle ou du XIIe siècle.
L'église devient une dépendance de l'Abbaye d'Ardenne au XIIIe siècle, confirmée au siècle suivant.
L'abbaye entreprend peut-être des travaux au XIIIe siècle.
Le mobilier change au XVIIIe siècle en particulier les retables et un porche est construit. L'édifice ne sert que d'oratoire à partir de 1802.
Au cours de la seconde moitié du XIXe siècle, des travaux d'entretien sont réalisés sous l'impulsion de la comtesse de Choiseul D’Aillancourt, mais l'édifice n'est pas entretenu au XXe siècle. 
L'édifice est inscrit au titre des monuments historiques depuis le 14 octobre 1970.
Les habitants créent en 2003 une association afin de sauver l'édifice et éviter la destruction d'une autre église de la commune, Pommainville. L'édifice était à cette date fermé pour raisons de sécurité. Des animations ont eu lieu dans l'édifice en juin 2018.
Des travaux de rénovation  de charpente et de toiture ont eu lieu en 2011.

## Architecture
L'édifice est « caractéristique du premier art roman » et conserve des éléments en opus spicatum.